# Волконский, Никита Фёдорович
Князь Ники́та Фёдорович Волко́нский (1690—1740) — стольник и капитан русской императорской армии, шут императрицы Анны Иоанновны.
Рюрикович, происходил из 2-й ветви княжеского рода Волконских. Младший сын воеводы, князя Фёдора Львовича Орлёнок Волконского (ум. 1697/1698). Мать, Екатерина Ильинична Милославская, по воспоминаниям — дочь боярина Ильи Даниловича Милославского и сестра царицы Марии Ильиничны. Приходился двоюродным братом царям Фёдору, Иоанну и царевне Софье. Супруги имели ещё холостого сына князя Петра Фёдоровича, «которой майором убит против бунтовщиков донских казаков в младых летах (ум. 1708)».

## Биография
Точная дата рождения неизвестна. Михаил Волконский писал, что «князь Никита Фёдорович после смерти отца своего был семи лет». В числе молодых людей 16 июня 1712 года отправлен за границу в Ревель для обучения, будучи записанным в Преображенский полк. Путешествие окончилось в Митаве при дворе курляндской герцогини Анны Иоанновны, где он служил в канцелярии русского резидента Бестужева, на дочери которого женился. Позднее Волконские перебрались в Санкт-Петербург. В отличие от своей амбициозной супруги, ставшей статс-дамой императрицы Екатерины I, князь Волконский к дворцовой карьере не стремился, довольствуясь званием капитана и занимаясь хозяйственными делами. В селе Можаровка (Богородицкое) на месте разорённой (1717) была построена новая церковь во имя Казанской иконы Божией Матери (около 1720).
Из-за участия в дворцовой интриге Аграфена Волконская в 1727 году была вынуждена покинуть двор и жить в деревне. По его доносу в 1728 год была вновь  обвинена Верховным тайным советом в интригах и  приговорена к ссылке в Тихвинский монастырь. За донос на жену 14 июня 1728 года был вознаграждён деньгами и зачислен в Смоленский гарнизон капралом.

С приходом к власти императрицы Анны, бывшей курляндской герцогини, Волконский был назначен шутом при её дворе «по давнишней злобе к жене его Аграфене Петровне». Анна Иоанновна потребовала, чтобы Салтыков досконально сообщил ей всё о его привычках и повадках, причём императрицу интересовали бытовые вопросы жизни князя Волконского: 
Каково он жил и чисто ли в хоромах у него было, не едал ли кочерыжек,не леживал ли на печи, сколько  у него рубах было и по скольку дней он нашивал рубаху

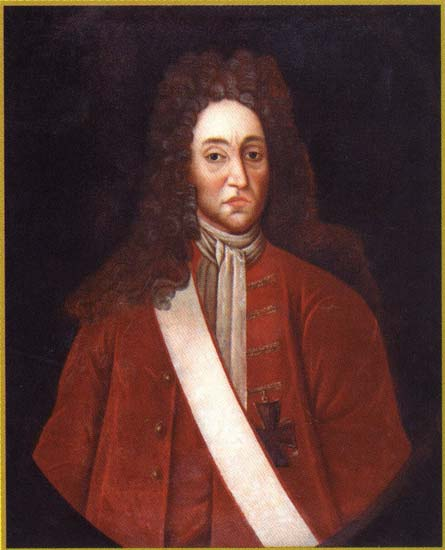
Портрет из усадьбы Андреевское, ранее считался изображением Н. Ф. Волконского, по новой атрибуции, на основе датского ордена Данеборг, предполагается портретом П. А. Измайлова

. В письме Салтыкову Анна Иоанновна сообщала: «И скажи ему, что ему велено быть [при дворе шутом] за милость, а не за гнев». В обязанности князя также входил присмотр за левреткой государыни.
Умер в 1732 году, огорчённый несправедливым гонением, перед смертью впал в умопомешательство.

## Семья
Жена: Аграфена Петровна Бестужева-Рюмина (ум. 1732) — дочь Петра Михайловича Бестужева и Евдокии Ивановны урождённой Талызиной, сестра канцлера, графа Алексея Петровича Бестужева-Рюмина.
В браке родились трое сыновей и две дочери:
- Михаил (1713—1788) — генерал-аншеф, главнокомандующий в Москве;
- Алексей (ум. 1781) — генерал-майор;
- Николай
- Анна — супруга Дмитрия Петровича Лобкова (1717—1762), директора Императорской шпалерной мануфактуры[9]; их дочь знаменитая Настасья Офросимова.
- ? — супруга генерал-поручика Ивана Петровича Леонтьева.

Возможно, князь Никита Волконский был женат второй раз в ходе какого-то шутовского обряда. В одном из писем Салтыкову Анна Иоанновна приказывает:
Да здесь, играючи, женила я князя Никиту Волконского на Голицыной и при сем прилагается письмо к человеку его, в котором написано, что он женился вправду, ты оное сошли к нему в дом стороною, чтоб тот человек не дознался, а о том ему ничего сказывать не вели, а отдать так, что будто прямо от него писано

## В литературе
- Историк Е. Карнович написал в 1885 году роман «Придворное кружево» о судьбе Волконских. Автора больше привлекал политический аспект. Главная героиня, Аграфена Петровна Волконская, оказывается в числе вдохновителей заговора против императрицы Анны Иоанновны, за что и была наказана ссылкой в монастырь. Вместе с супругой пострадал и Никита Волконский[10].
- Писатель и дальний родственник М. Волконский выпустил роман «Князь Никита Фёдорович» (1891), посвящённый любви между Никитой Волконским и Аграфеной Бестужевой, которая проходит на фоне трагических событий в истории России XVIII века[10].
- Имя Волконского встречается в романе, посвящённом эпохе царствования императрицы Анны Иоанновны, — Пикуль «Слово и дело»,

## Критика
Точная дата смерти князя Никиты Фёдоровича неизвестна. По одной из версий он скончался вскоре после смерти в 1732 году супруги, по другой — 20 декабря 1740 года отпущен от шутовской службы, получив чин майора, умер в 1740 году и похоронен в Боровском-Рождественском-Пафнутиевом монастыре.
Историк Сергей Михайлович Соловьёв писал, что оскорбление, нанесённое ему императрицей из мести к его жене, послужило поводом распространившемуся слуху, будто бы князь Никита Фёдорович был придворным шутом.